# Цаава, Григорий Александрович
Григорий (Григол) Александрович Цаава (род. 5 января 1962, Бирцха, Сухумский район, Абхазская АССР) — советский и грузинский футболист, нападающий и полузащитник, мастер спорта СССР (1982).

## Биография
Начал играть в 1974 году в «Юном динамовце» (Сухуми). В чемпионате СССР выступал за «Динамо» Тбилиси (1979—1987, 1988—1989) и «Гурию» Ланчхути (1987—1988).
В 1990 году стал победителем первого чемпионата Грузии в составе носившего название «Иберия» тбилисского «Динамо». В 1991—1994 годах играл за команды низших лиг «Цхуми» Сухуми и «Тетри Арциви» Тбилиси. В 1995 году провёл последний матч за тбилисское «Динамо».
В еврокубках провёл 5 матчей — 2 в Кубке обладателей кубков 1981/1982, 2 в Кубке УЕФА 1982/1983 и 1 в Кубок УЕФА 1995/1996.
Выступал за сборную Грузии.
В грузино-абхазской войне воевал за территориальную целостность Грузии, затем жил на Кипре. В 2007 году работал генеральным секретарём Футбольной федерации Грузии, 10 мая 2008 был избран президентом федерации футбола Тбилиси.

## Достижения
- Чемпион Грузии (1990)[6]
- Финалист Кубка Грузии (1991/92)[7]
- В списке 33 лучших футболистов сезона — 1 раз: 1982 (№ 3)